# 下大道良皇宮
22°59′26″N 120°11′54″E / 22.990463°N 120.198240°E

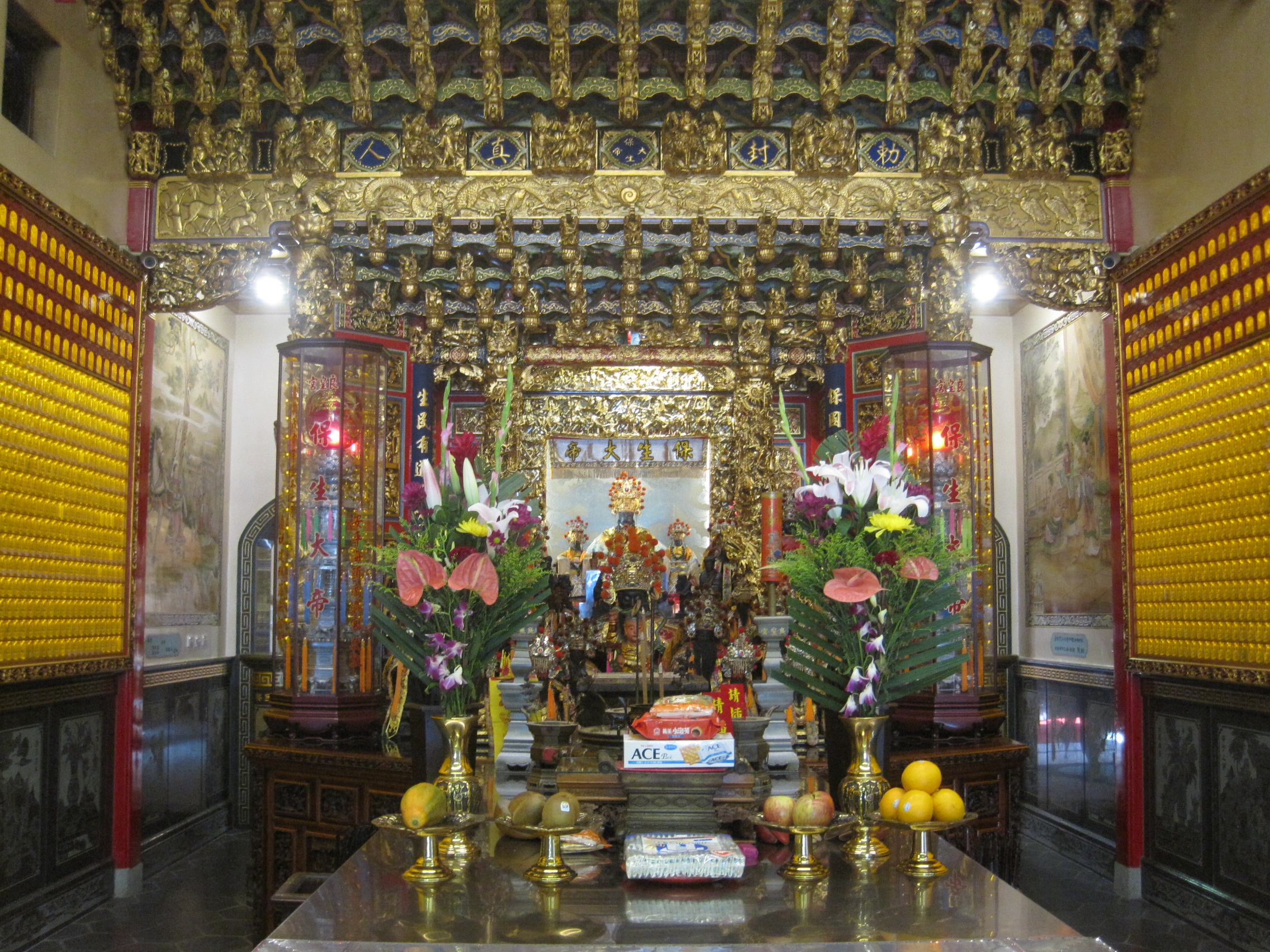
下大道良皇宮正殿內部

下大道良皇宮位於臺灣臺南市中西區，主祀保生大帝，為府城四安境的主廟。府城人稱為「下大道」，與成功路興濟宮的「頂大道」保生大帝作一區別。該廟與位在安平海頭社的廣濟宮有密切的關係 。

## 沿革

### 立廟由來
下大道良皇宮相傳創建於明鄭永曆年間，舊廟原址位於北線尾（北汕尾），當時與安平海頭社廣濟宮分別位在臺江之龍虎兩側，兩廟因而有「龍虎宮」之稱，而良皇宮之廟名即是承襲龍虎宮臺語讀音而來。然而周茂欽《臺南大道公信仰研究》一書對此說存疑，認為該廟原稱「慈濟宮」，原本便位於鳳山縣土墼埕保，後來因行政區劃調整改為西定坊。
良皇宮之記載，可見於金鋐主修的《福建通志》（1684年）、蔣毓英《臺灣府志》（1685年）、高拱乾《臺灣府志》（1696年）等康熙年間志書。而根據志書內容，在安平鎮與土墼埕各有一座「慈濟宮」，位在土墼埕者即是良皇宮，但位於安平鎮者，周茂欽《臺南大道公信仰研究》一書認為並非廣濟宮，而是安平港仔尾社靈濟殿保生大帝原先所居的慈濟宮，也就是說在良皇宮已經在土墼埕的時候，安平廣濟宮仍不存在，故對「龍虎宮」之說存疑。不過王郁雅〈臺南市保生大帝信仰研究〉則根據良皇宮與廣濟宮的交誼等理由，肯定「龍虎宮」之說。
另外關於「北線尾」的意思，除了指位於鹿耳門的北線尾之外，學者盧嘉興則認為其意思是指良皇宮舊址所在地（小西門東北邊）是北汕到福安坑口的尾部，所以稱「北線尾」。

### 發展

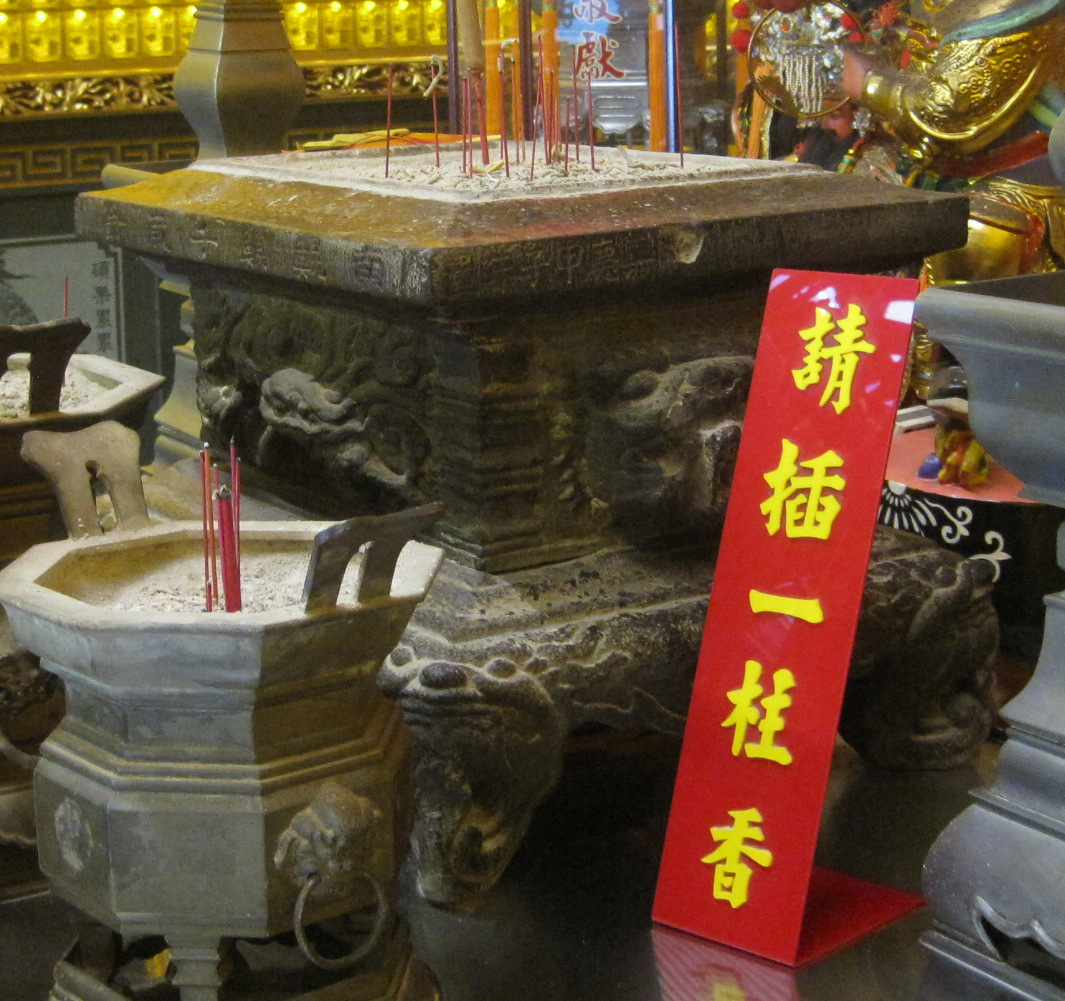
嘉慶九年（1804年）古香爐，上面刻有「南鯤鯓千歲爺」，佐證良皇宮與南鯤鯓代天府已有數百年以上的交誼。

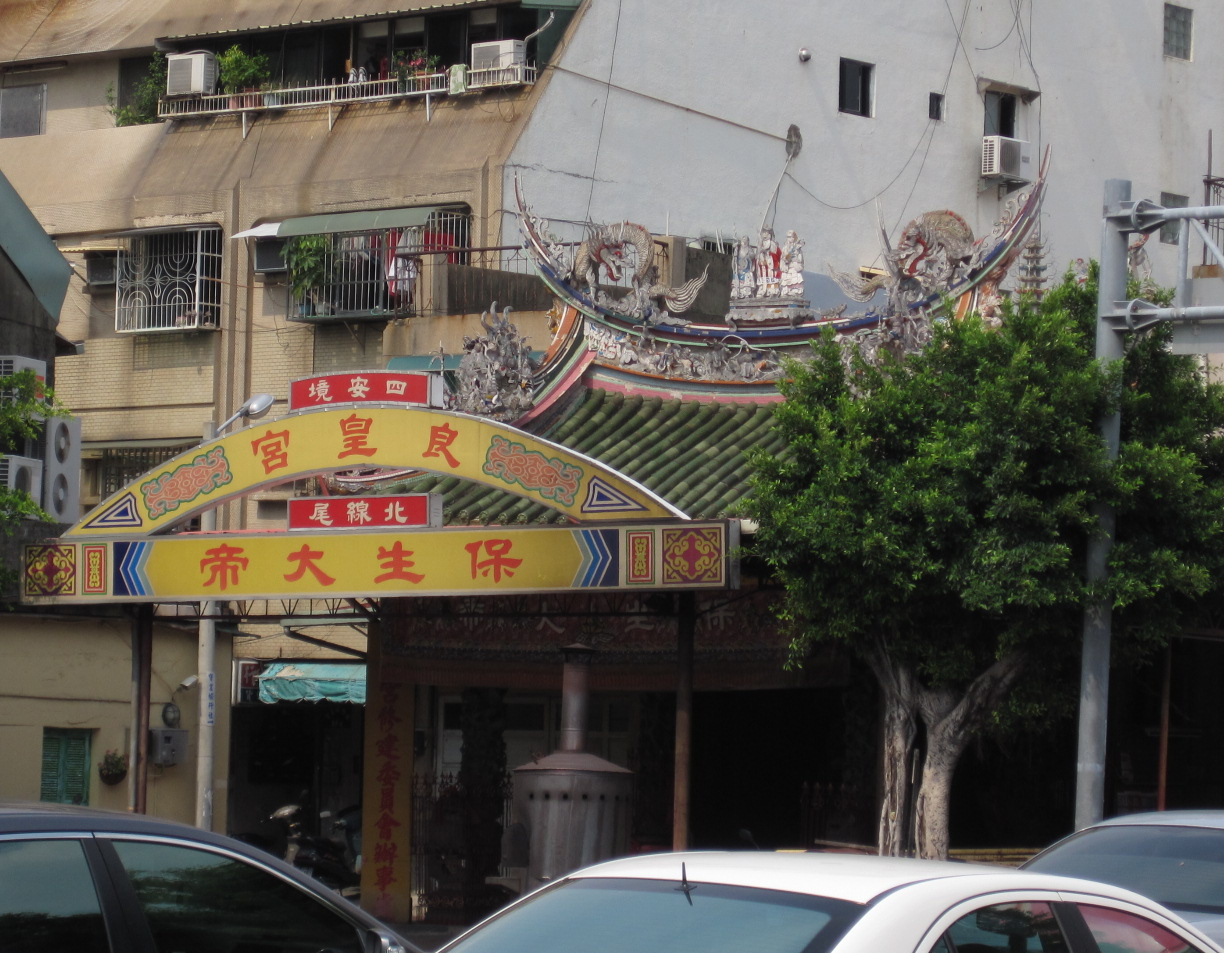
2010年的外觀

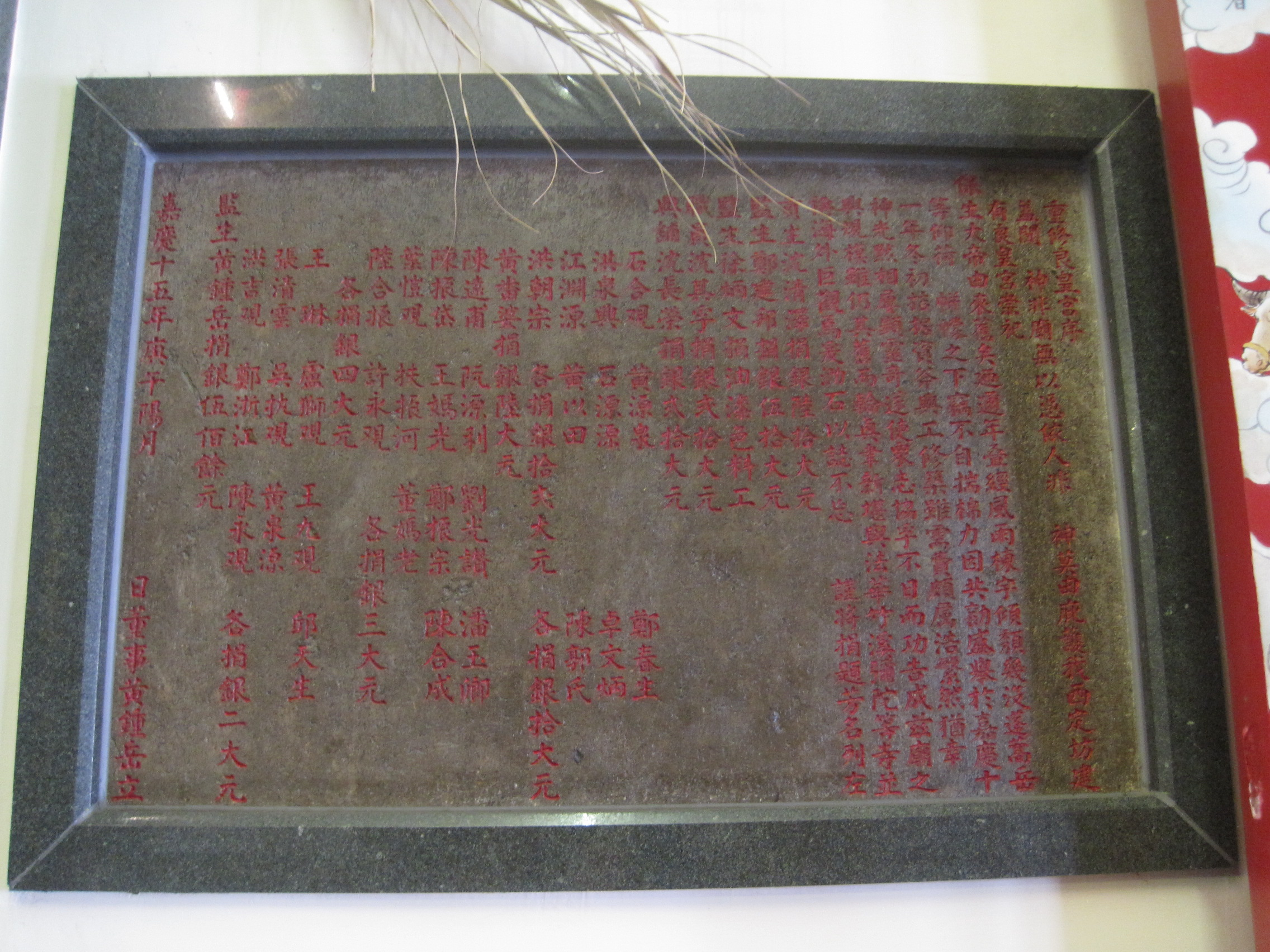
清嘉慶十五年（1810）立的〈重修良皇宮序〉

依據乾隆元年（1736年）匾額「回天之功」，可知當時廟名已經是「北線尾良皇宮」。該廟在清朝時已與南鯤鯓代天府往來，據說清朝時「南鯤鯓代天府千歲爺」每年都會被迎請到府城，因陸路不方便，所以是經海路從五條港上岸，入小西門後便駐駕在作為行臺的良皇宮，為期一個月，期滿前則會在府城遶境。後來因為府城信眾在南鯤鯓王回鑾後仍不捨，良皇宮便供奉了南鯤鯓王。
該廟於嘉慶十一年（1806年）由黃鐘岳集資重修，四年後（1810年）立〈重修良皇宮序〉碑紀念。而後在光緒四年（1878年），由進士黃景琦募資購買民房擴大廟域。日治時期則在大正八年（1919年）重修過。
二次大戰後，良皇宮人員於民國卅八年（1949年）4月2日奉「公祖」指示前往白礁慈濟宮謁祖，但幾天後據說大道公降示要大家立即返臺，不過當時海象惡劣，廟方人員再度請示後決定照神明指示立即返臺，回到安平港後眾人才知道原來當時不返航的話，會因國共內戰交通中斷，日後便無法返臺。又據說當時臺北大龍峒保安宮的執事人員也在白礁，因故無法返臺，便搭良皇宮的船回到臺灣。民國四十七年（1958年）良皇宮雅成社到臺北去演戲，受到大龍峒保安宮時任主委林拱辰招待，後來兩宮因而有了正式的交陪關係。民國五十一年（1962年）良皇宮改建，成為前面一層樓，後面三層樓的建築，六年後舉行慶成三朝落成建醮大典。2011年7月19日再次重修，於2014年入火安座，2016年舉行三朝慶成謝恩祈安福醮，唯此次重修中，有部分措施引發爭議

## 宗教活動

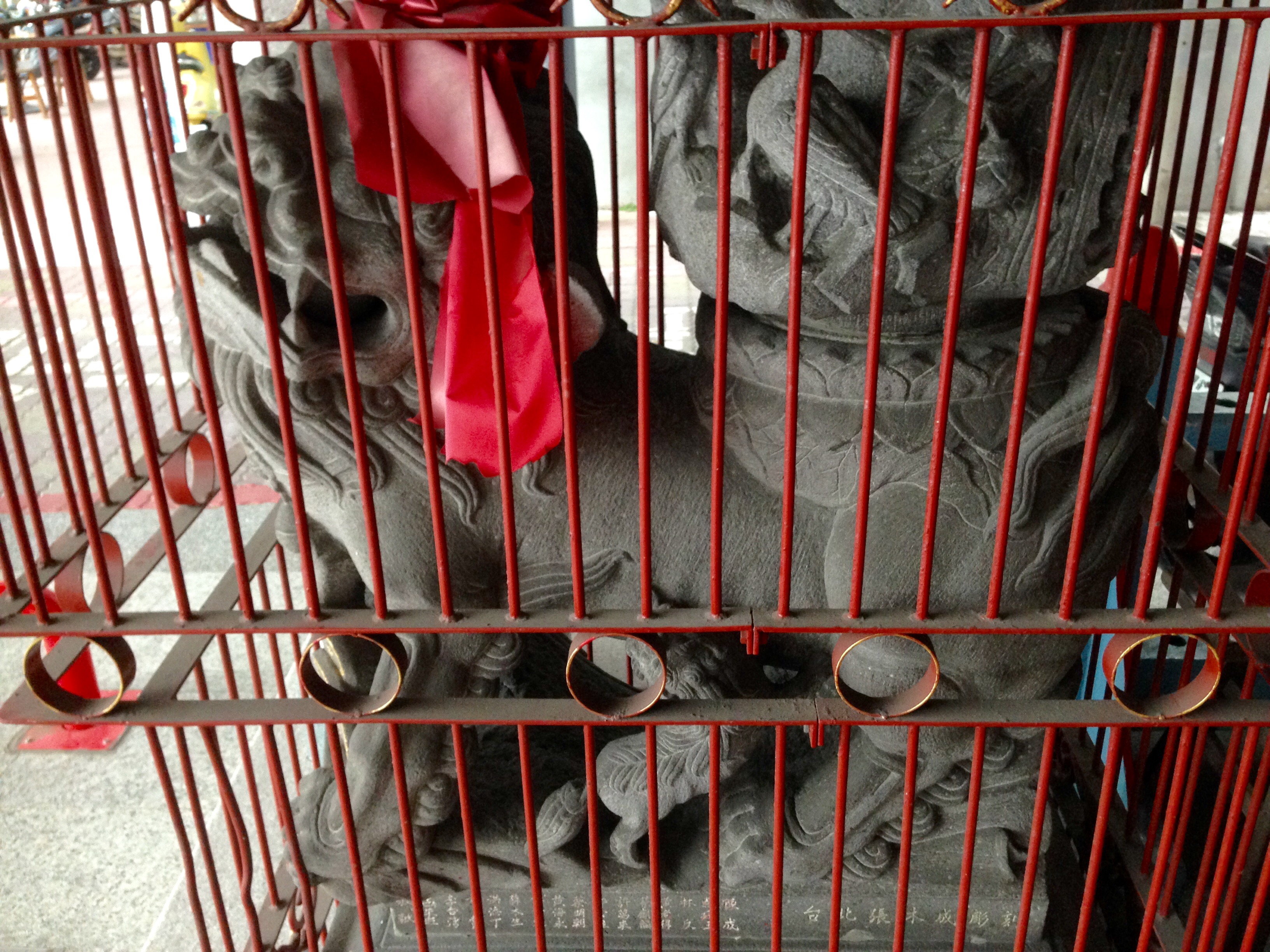
廟門前的石獅，下面刻記為張木成所作。

良皇宮一年有3次「採緣」，即是到良皇宮的四角頭（東巷角、西巷角、新盛場、城內角）去請境眾樂捐。時間分別是在正月初九天公生、三月十五公祖生、五月初二公祖飛昇。

## 交陪境
大龍峒保安宮、安平廣濟宮、安平文朱殿、北汕尾媽祖宮鹿耳門天后宮、八吉境下太子開基昆沙宮、海尾朝皇宮、四聯境金安宮、大銃街元和宮、八吉境檨仔林朝興宮馬兵營保和宮、南勢街西羅殿、三郊鎮港海安宮、西羅殿南京真誠堂、下太子和意堂、臺灣首廟天壇、四安境頂太子沙淘宮、四安境南廠代天府保安宮、四安境牛磨後神興宮、下大道賜安堂、祀典武廟

## 外部連結
- 官方网站（页面存档备份，存于）
- 下大道良皇宮的Facebook專頁